# Armée de la Loire
Armée de la Loire (dt. Loirearmee) war die Bezeichnung für eine französische Armee im Deutsch-Französischen Krieg von 1870/71. Strategisches Ziel der Armee war die Aufhebung der Belagerung von Paris durch die deutschen Truppen.

## Aufstellung
Die Loirearmee wurde am 13. Oktober 1870 auf Befehl von Léon Gambetta aus dem XV. Korps (General de La Motte-Rouge) und XVI. Korps (ab 13. Oktober unter General Pourcet) gebildet. Erster Oberbefehlshaber der Armee war General Louis d’Aurelle de Paladines, der bis dahin das XVI. Korps geführt hatte.
Die zugewiesenen Korps waren erst während des Krieges aufgestellt worden und bestanden auch aus Soldaten aus der Kolonie in Algerien und den Besatzungen verschiedener Depots. Die Armee erhielt bis zum Waffenstillstand immer weiter Zulauf von Freiwilligen, Reservisten, ehemaligen Soldaten und Versprengten. Daher wuchs die Zahl der Soldaten im Laufe der Zeit trotz mehrerer schwerer Niederlagen mehrfach auf über 200.000 Mann an.
Die in der Armee zusammengefassten Korps hatten bereits in den Gefechten um Artenay und Orléans gekämpft.

## Einsätze bis zum Fall von Orléans
Bis zum ersten Einsatz der Armee in der Schlacht bei Coulmiers und der damit verbundenen Rückeroberung von Orléans waren noch das XVII. (de Sonis), das XVIII. (Billot) und das XX. Korps (Crouzat) hinzugekommen. Diese Einheiten waren bei den ersten Gefechten jedoch noch nicht einsatzfähig. Anfang Oktober 1870 verfügte de Paladines über ca. 70.000 einsatzbereite Soldaten.
Nach der Eroberung von Orléans unterblieb ein weiterer Vormarsch, da die noch zurückliegenden Verbände aufschließen sollten und insgesamt die Ausbildung der Truppen verbessert werden musste. Die weiteren Kämpfe begannen daher erst Ende November mit der Schlacht bei Beaune-la-Rolande, in welcher der rechte Flügel der Armee geschlagen wurde. Nach der weiteren Niederlage am 2. Dezember in der Schlacht bei Loigny und Poupry begann der Rückzug auf Orléans, das am 5. Dezember 1870 verloren ging.

## Zweite Loirearmee
In dieser Schlacht von Orléans wurde die Armee geteilt. Drei Korps (XV., XVIII. und XX.) standen jetzt unter dem Befehl von General Bourbaki und zogen sich in südöstliche Richtung auf Bourges zurück. Die bloße Anwesenheit dieser Korps zwang die Preußen und Verbündeten, erhebliche Kräfte in und um Orléans zurückzulassen um gegen einen Angriff abgesichert zu sein. Allerdings griffen diese Korps nicht in die folgenden Kämpfe an der Loire ein. Am 8. Dezember wurde aus diesen Korps die Armée de l’Est gebildet, die mit dem Zug nach Nuits verlegt wurde und dann die Belfort entsetzen sollte.
Das XVI. (Jauréguiberry), das XVII. (de Colomb) und das neue XXI. Korps (Jaurès) bildeten die sogenannte zweite Loirearmee unter dem Kommando von General Antoine Chanzy, die sich in einer langen Reihe von Rückzugsgefechten nach Westen entlang der Loire zurückzog. Während der dreitägigen Schlacht bei Beaugency gingen diese Truppen gegen die zahlenmäßig weit unterlegenen preußischen Truppen sogar wieder zum Angriff über, mussten die Kämpfe jedoch abbrechen, als das IX. Korps bei Blois die Loire überschritten hatte und somit Chanzy in den Rücken hätte fallen können.
Nach der Schlacht bei Beaugency gelang es, sich von den Verfolgern abzusetzen. Durch weiteren Zulauf wuchs die Stärke wiederum auf ca. 150.000 Mann an. Das Korps Divers von General Camô (Freiwillige aus dem Raum Tour) und Einheiten aus der Bretagne im Lager von Conlie waren hier ebenfalls Teile der Armee. Allerdings mangelte es sowohl an erfahrenen Führungskräften als auch an moderner und einheitlicher Ausrüstung und schweren Waffen. Bei der Infanterie waren sogar noch Vorderlader im Einsatz.
In der Schlacht bei Le Mans wurde die Loirearmee entscheidend geschlagen. Allein der Verlust an Deserteuren betrug ca. 50.000 Mann, hinzu kamen hohe Verluste an Verwundeten und Gefallenen (ca. 7.000 Mann) und ca. 22.000 Kriegsgefangene. Die fliehenden Franzosen wurden von der deutschen Kavallerie weiter verfolgt, hierbei kam es zu einer langen Reihe kleinerer Gefechte. Die Loirearmee stellte ab dem 12. Januar für die Preußen keine Bedrohung mehr dar.

## Übersicht über die Einheiten

### Erste Loirearmee
| Einheit und Kommandanten | Einheit und Kommandanten | Einheit und Kommandanten | Einheit und Kommandanten |
| ------------------------ | ------------------------ | ------------------------ | ------------------------ |
| XV. Korps                | de La Motte-Rouge        | Aurelle de Paladines     | Martin des Pallières     |
| XV. Korps                | bis 10. Oktober 1870     | bis 16. November 1870    | ab 16. November 1870     |
| XVI. Korps               | Aurelle de Paladines     | Pourcet                  | Chanzy                   |
| XVI. Korps               | 4 bis 13. Oktober        | bis 16. November         | ab 2. November           |
| XVII. Korps              | Durrieu                  | de Sonis                 | Guépratte                |
| XVII. Korps              | ab 13. November          | ab 22. November          | ab 2. Dezember           |
| XVIII. Korps             | Billot                   |                          |                          |
| XVIII. Korps             | durchgehend              |                          |                          |
| XX. Korps                | Crouzat                  | Clinchant                |                          |
| XX. Korps                | ab 16. Dezember 1870     |                          |                          |

### Zweite Loirearmee
| Einheit und Kommandanten | Einheit und Kommandanten | Einheit und Kommandanten | Einheit und Kommandanten |
| ------------------------ | ------------------------ | ------------------------ | ------------------------ |
| XVI. Korps               | Jauréguiberry            | Barry                    |                          |
| XVI. Korps               | ab 9. Dezember           | ab Februar 1871          |                          |
| XVII. Korps              | Guépratte                | de Colomb                |                          |
| XVII. Korps              | ab 2. Dezember 1870      | ab 21. Dezember 1870     |                          |
| XXI. Korps               | Jaurès                   |                          |                          |
| XXI. Korps               | durchgehend              |                          |                          |
| Korps Divers             | Camô                     |                          |                          |
| Korps Divers             | durchgehend              |                          |                          |